# Борер, Антон
Йозеф Антон Борер (нем. Joseph Anton Bohrer; 3 октября 1783, Мюнхен — 8 января 1863, Ганновер) — немецкий скрипач и композитор.
Сын контрабасиста Иоганна Каспара Борера (1743—1809). Братья Борера также были музыкантами, и прежде всего виолончелист Макс Борер. Начал учиться музыке под руководством своего отца, затем занимался скрипкой у Карла Каннабиха, позднее переехал в Париж, чтобы учиться у Родольфа Крейцера. Композицией занимался у Франца Данци и Петера фон Винтера.
До 1805 года четыре брата Борера выступали как семейный квартет, однако в этом году двое братьев, Петер и Франц, умерли. Антон и Макс продолжили выступать вместе и женились на сёстрах. В 1810—1814 гг. состоялись их продолжительные гастроли по Австрии, Польше, России, Скандинавии и Англии, в 1815 по Франции, в 1820 по Италии и т. д. В последний раз братья концертировали вместе в 1842—1843 гг. в США. В качестве пианистки выступления Борера нередко сопровождала его жена Фанни Дюлькен (1805—1873), внучка певицы Франчески Лебрен и дочь пианистки Софии Лебрен-Дюлькен, а затем и их дочь София Борер (1828—1899).
Одновременно Антон Борер состоял на службе в Мюнхенской придворной капелле (до 1811 г.) и в Берлинской придворной капелле (1818—1826, с 1823 г. концертмейстер). В 1827—1830 гг. жил в Париже, руководил струнным квартетом. В 1834—1844 гг. концертмейстер придворной капеллы в Ганновере.
Написал скрипичный концерт, ряд ансамблевых сочинений. Большая военная концертная симфония для скрипки и виолончели с оркестром написана братьями Борерами вместе.